# تشارلز تاتور
تشارلز ه. تاتور (بالإنجليزية:Charles H. Tator) (المولود في 24 أغسطس 1936) هو طبيب كندي.

## حياته وعمله
وُلد تاتور في تورونتو، ودرس الطب في جامعة تورونتو. التحاق تاتور بمستشفى تورونتو العام وعاد ليكمل الدراسات العليا في قسم الأعصاب في جامعة تورونتو، واستكمال درجة الماجستير والدكتوراه ومواصلة تدريبه في جراحة المخ والأعصاب. في عام 1969، أصبح تاتور زميلًا في الكلية الملكية للأطباء والجراحين في كندا في جراحة المخ والأعصاب. وفي العام نفسه، أصبح أستاذًا مساعدًا في الجامعة، وأصبح أستاذًا في عام 1980.
شغل تاتور منصب رئيس قسم جراحة المخ والأعصاب في مركز سنيبروك للعلوم الصحية وعمل مديرًا لمركز علوم الأعصاب في مستشفى تورونتو في الفترة من 1983 إلى 1988. ومنذ عام 1990 إلى عام 1999، كان مديرًا مشاركًا لوحدة علم الأعصاب في بلايڤير في مستشفى تورونتو وكان رئيسًا لقسم جراحة المخ والأعصاب بجامعة تورنتو في الفترة من 1989 إلى 1999.
تخصص تاتور بالأساسي في إصابات الحبل الشوكي، بما في ذلك الوقاية من الإصابات، وخاصة في الرياضة والترفيه. في عام 1992 أسس تاتور مركز Think First Canada/Penser d'Abord، وهي مؤسسة للتوعية بالوقاية من إصابات الحبل الشوكي، وعمل رئيسًا لها حتى عام 2007. في يوليو 2012، تم دمج مركز Think First Canada/Penser d'Abord مع ثلاث منظمات أخرى (Safe Communities Canada, Safe Kids Canada and SMARTRISK)، لتشكيل منظمة Parachute، وهي منظمة خيرية وطنية. كان تاتور عضوًا في مجلس إدارة تلك المنظمة منذ إنشائها.
في عام 2013، نشر تاتور كتابه «ارتجاجات المخ ونتائجها: التشخيص الحالي، الإدارة والوقاية».

## مراتب الشرف
منح تاتور في 21 أكتوبر 1999وسام كندا. حصل تاتور على الجائزة في 18 نوفمبر 2016 واستمر في 17 نوفمبر 2017 مع ترقية الوسام، إلى ضابط من كندا. تم ترقيته إلى قاعة مشاهير الطب الكنديين في عام 2009. في عام 2003، تم إدخاله في قاعة تيري فوكس للمشاهير. في 9 نوفمبر 2017، تم إدخال تاتور في قاعة المشاهير الرياضية في كندا.